# Sand (fiume Ontario)
Il Sand  è un fiume del Canada che scorre in Ontario. Lungo 56 chilometri, è un immissario del Lago Superiore.